# Venturia acerina
Venturia acerina är en svampart som beskrevs av Plakidas ex M.E. Barr 1968. Venturia acerina ingår i släktet Venturia och familjen Venturiaceae.   Inga underarter finns listade i Catalogue of Life.